# Jaques Raupé
Jaques Raupé (* 20. Jahrhundert) ist ein deutscher Techno-DJ und -Produzent aus Bülstringen, Sachsen-Anhalt.

## Leben
Jaques Raupé wurde erstmals bekannt durch den Titel Pusteblume, der die Titelmelodie der Fernsehsendung Löwenzahn mit House-Beats unterlegte. Der Song wurde 2010 ein Club-Hit, der auf diversen Kompilationen erschien. Es folgten weitere Songs, mit denen er aber nicht an den Erfolg anschließen konnte. 2015 veröffentlichte er über Tokabeatz sein Debütalbum Nice Story, das 18 Variationen von Film- und Serienmusiken enthielt.
Einer seiner Tracks war eine Technoversion der Titelmelodie des tschechisch-deutschen Märchenfilms Drei Haselnüsse für Aschenbrödel. Diese Version nahm 2023 Felix Harrer und überarbeitete mit Raupé zusammen den Song und wandelte ihn in eine Hypertechno-Version um.
Die Single erreichte in der Weihnachtszeit 2023 den Platz 15 der deutschen Singlecharts. 

## Diskografie

### Alben
- 2015: Nice Story (Tokabeatz)

### EPs
- 2015: Nice Story Mini LP  (Tokabeatz)
- 2018: Terra Titanic (Remixes) (mit Stereoact & Peter Schilling, Kontor Records)

### Singles
- 2010: Dixieland (mit Howard & Stereo)
- 2010: Pusteblume
- 2010: Olsenbande (mit Howard & Stereo)
- 2011: Die Maus
- 2011: Mausmusik (Kontor Records)
- 2011: Drei Haselnüsse
- 2012: Froehlich
- 2012: Polka Polka Polka (mit Syn & Roc)
- 2013: Fidel (mit Talstraße 3–5)
- 2013: Believe (mit Jenny Casparius)
- 2013: Boom Shake the Room (mit Syn & Roc)
- 2014: Gaucho Song (WM Special)
- 2014: Banana Joe
- 2014: Three Hazelnuts
- 2015: Brassda
- 2016: Lethal Industry
- 2018: Muh Mä Tätärätää
- 2019: Fantastic Disco
- 2020: Come with Me
- 2020: Spacer (mit Crew 7)
- 2021: It Goes Like
- 2021: The Year Song
- 2022: Holiday Crasher
- 2023: We Are Family
- 2023: 3 Haselnüsse (mit Felix Harrer)